# Nic Potter
Nic Potter (Wiltshire, 18 ottobre 1951 – Londra, 17 gennaio 2013) è stato un bassista britannico, noto per aver fatto parte del gruppo di rock progressivo Van der Graaf Generator nel 1970 e dal 1977 al 1978..

## Discografia

### Studio
- 1983 Mountain Music
- 1986 Sketches In Sound
- 1987 Self Contained
- 1990 The Blue Zone
- 1992 New Europe-Rainbow Colours
- 1997 Dreamworld

### Raccolte
- 1987 Dreams In View 81-87
- 1993 Mountain Music & Sketches In Sound
- 2009 All Contained

### Live
- 1991 The Blue Zone Party
- 2008 Live in Italy (con David Jackson, Tolo Marton e Tony Pagliuca)